# Distrito electoral de South Canada (condado de Polk, Nebraska)
South Canada (en inglés: South Canada Precinct) es un distrito electoral ubicado en el condado de Polk en el estado estadounidense de Nebraska. En el Censo de 2010 tenía una población de 1201 habitantes y una densidad poblacional de 4,39 personas por km².

## Geografía
South Canada se encuentra ubicado en las coordenadas 41°9′21″N 97°26′8″O / 41.15583, -97.43556. Según la Oficina del Censo de los Estados Unidos, South Canada tiene una superficie total de 273.32 km², de la cual 272.8 km² corresponden a tierra firme y (0.19%) 0.51 km² es agua.

## Demografía
Según el censo de 2010, había 1201 personas residiendo en South Canada. La densidad de población era de 4,39 hab./km². De los 1201 habitantes, South Canada estaba compuesto por el 96.34% blancos, el 0.08% eran afroamericanos, el 0.33% eran amerindios, el 0.08% eran asiáticos, el 0% eran isleños del Pacífico, el 2% eran de otras razas y el 1.17% pertenecían a dos o más razas. Del total de la población el 8.91% eran hispanos o latinos de cualquier raza.